# Cladocora caespitosa
Cladocora caespitosa là một loài san hô trong họ Faviidae. Loài này được Linnaeus mô tả khoa học năm 1767.

## Hình ảnh

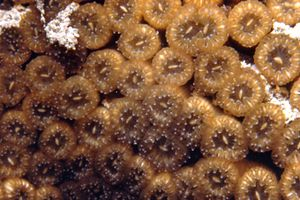
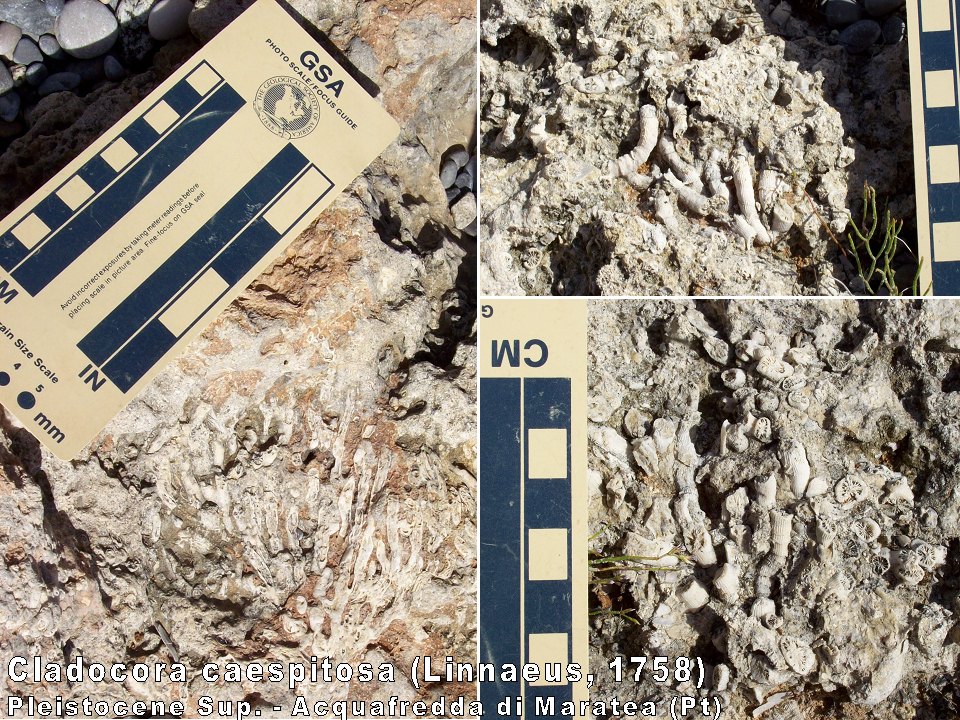
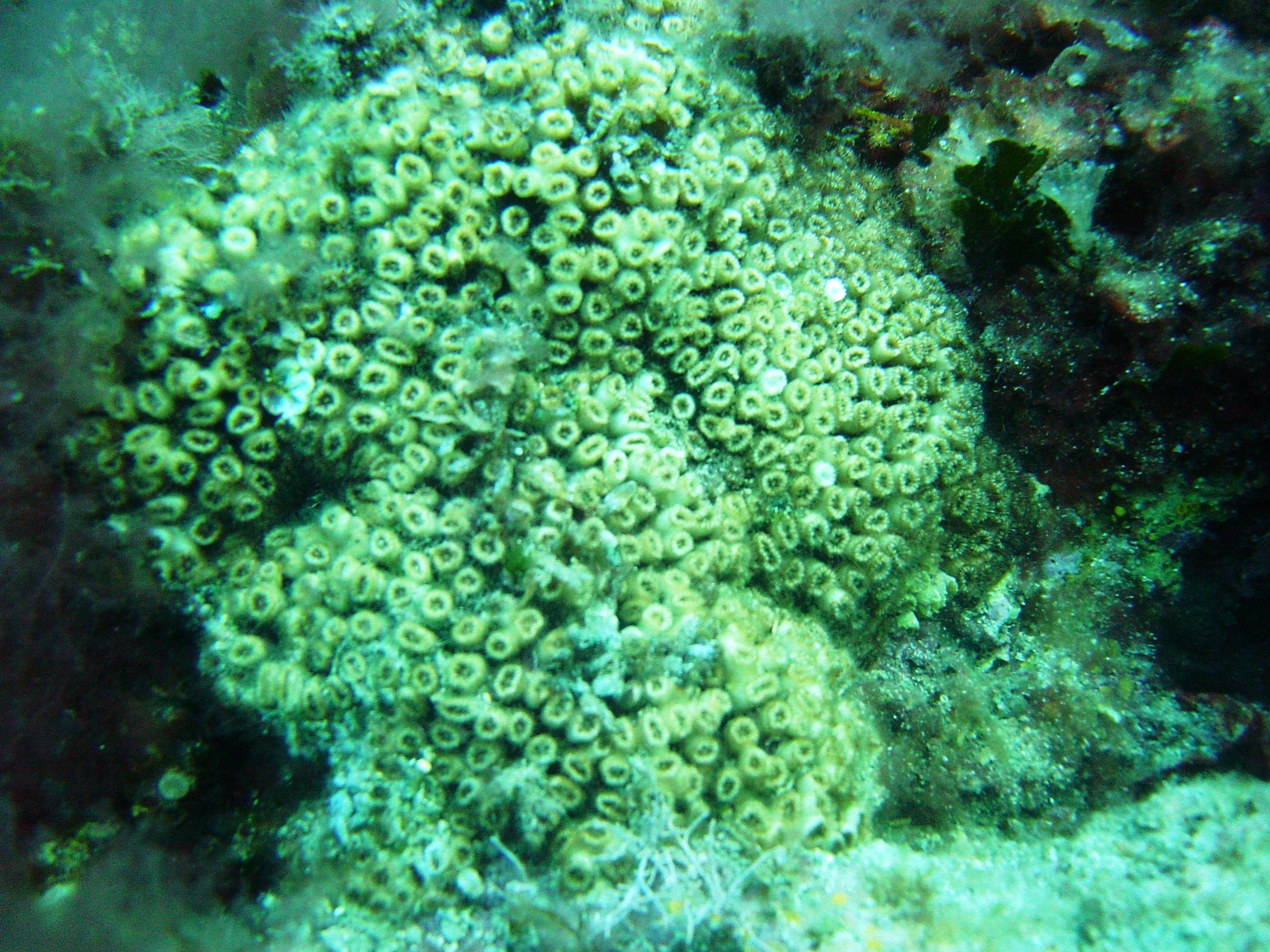
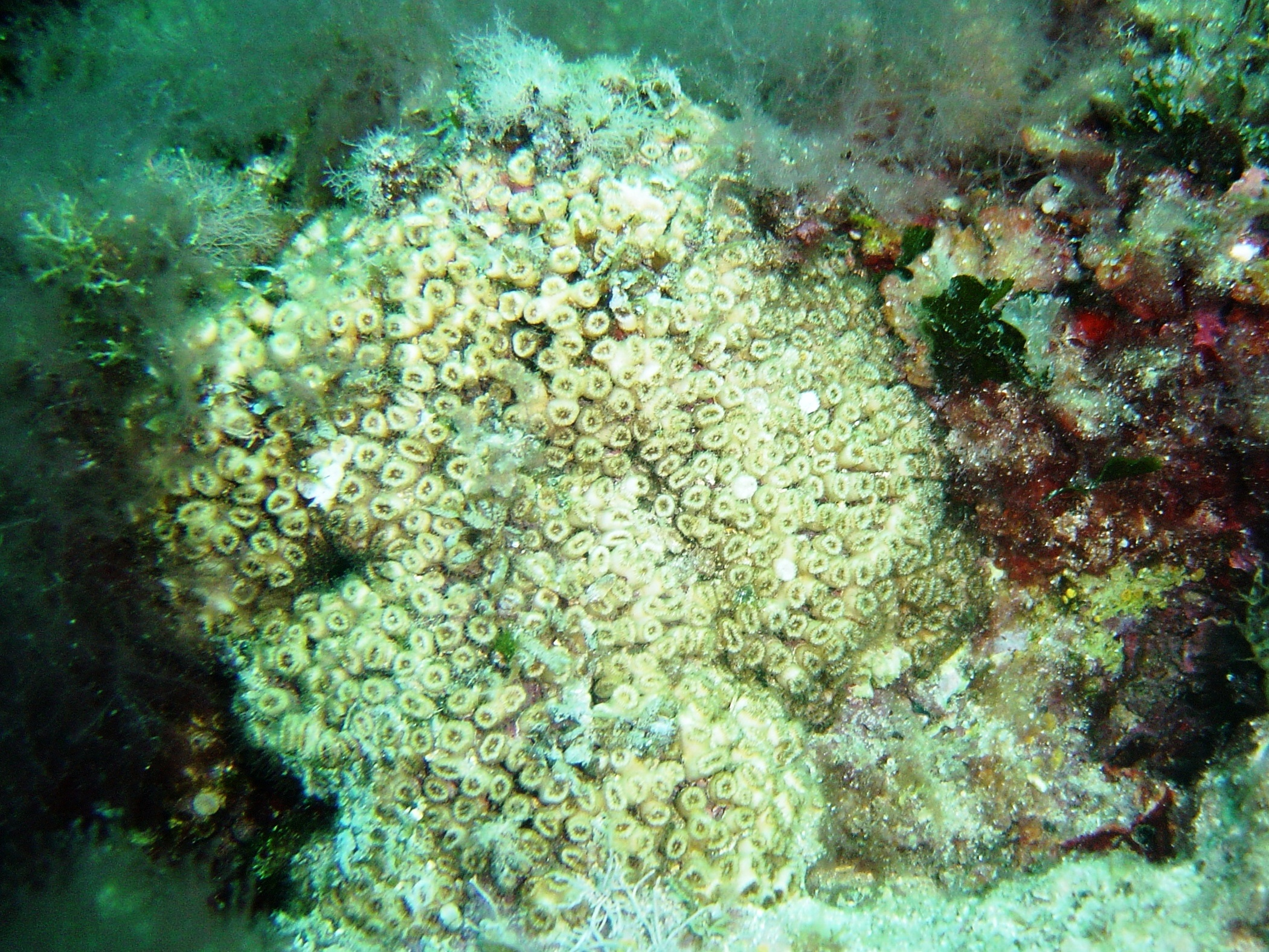